# 신충식
신충식(申忠植, 1942년 4월 20일 ~ )은 대한민국의 배우 겸 성우이다.

## 이력
한국테니스진흥협회 회장, 한국탤런트협회 회장을 지낸 그는 1960년 연극 배우 첫 데뷔하였고 이듬해 1961년 뮤지컬 배우 데뷔하였으며 1년 후 1962년 MBC 문화방송 라디오 드라마 첫 출연하였으며 2년 후 1964년 TBC 동양방송 1기 성우 데뷔하였고 4년 후 1968년 MBC 문화방송 공채 3기 성우 정식 데뷔하였다.

## 경력
- 1964년 TBC 공채 1기 성우
- 1967년 수의사
- 1968년 MBC 공채 3기 성우
- 1972년 MBC 성우실 실장
- 1990년 대한테니스협회 이사
- 1991년 테니스 국제공인심판
- 1993년 MBC 탤런트실 실장
- 1994년 한국방송영화예술원 회장
- 1996년 한국테니스진흥협회 회장
- 1998년 한국탤런트협회 회장
- 1999년 국회대중문화연구회 특별회원
- 2000년 경기대학교 통일안보대학원 최고관리자과정 (7기) 수료
- 2002년 불법추방 범국민운동 공동대표
- 2002년 한일문화교류협회 회장
- 2003년 미국 Cohen Univ. 명예교수
- 2007년 강화군 홍보대사
- 2011년 문화관광부 콘텐츠진흥원 이사
- 2011년 대한민국 대중예술상 심사위원

## 출연

### 방송

#### 드라마
- 1971년 ~ 1989년 MBC 《수사반장》
- 1973년 ~ 1983년 MBC 《113 수사본부》
- 1976년 MBC 《사미인곡》
- 1977년 MBC 《타국》
- 1978년 MBC 《남풍》
- 1978년 MBC 《정부인》
- 1979년 MBC 《한국인》
- 1979년 MBC 《최후의 증인》
- 1979년 MBC 《무지개 타는 아이들》
- 1979년 MBC 《홀로 서는 나무》
- 1979년 MBC 《산이 되고 강이 되고》
- 1980년 ~ 2002년 MBC 《전원일기》 - 박순만 역
- 1981년 MBC 《교동 마님》
- 1981년 ~ 1982년 MBC 《제1공화국》 - 노덕술 역
- 1981년 ~ 1982년 MBC 《민족풍속도》
- 1982년 MBC 《남강 이승훈》
- 1982년 MBC 《고백》
- 1982년 MBC 《신미양요》 - 흥선대원군파 조정신료 역
- 1982년 MBC 《한》
- 1982년 MBC 《미련》
- 1982년 MBC 《이용익》
- 1983년 MBC 《조선왕조 오백년 - 추동궁 마마》 - 하륜 역
- 1983년 ~ 1984년 MBC 《3840 유격대》
- 1983년 ~ 1984년 MBC 《간난이》
- 1984년 ~ 1985년 MBC 《사랑과 진실》
- 1984년 ~ 1985년 MBC 《조선왕조 오백년 - 설중매》 - 임사홍 역
- 1984년 MBC 《조선총독부》 - 아까이시 모도지로 역
- 1984년 MBC 《유형의 땅》
- 1985년 MBC 《억새풀》
- 1985년 ~ 1986년 MBC 《조선왕조 오백년 - 임진왜란》 - 원균 역
- 1986년 MBC 《일부변경선》
- 1986년 MBC 《생인손》
- 1986년 ~ 1994년 MBC 《한지붕 세가족》
- 1986년 ~ 1987년 MBC 《조선왕조 오백년 - 남한산성》 - 장유 역
- 1987년 MBC 《사랑과 야망》
- 1987년 MBC 《야호》
- 1987년 MBC 《내일 또 내일》
- 1987년 MBC 《아름다운 밀회》
- 1988년 MBC 《돈》
- 1988년 MBC 《원미동 사람들》
- 1988년 MBC 《베스트셀러극장 - 미망인》
- 1988년 MBC 《모래성》
- 1988년 ~ 1989년 MBC 《조선왕조 오백년 - 한중록》 - 이천보 역
- 1989년 MBC 《황제를 위하여》
- 1989년 MBC 《잠들지 않는 나무》- 인범 부 역
- 1989년 MBC 《상처》
- 1989년 MBC 《제5열》
- 1989년 MBC 《대도전》
- 1989년 ~ 1990년 MBC 《제2공화국》 - 이태희 역
- 1989년 MBC 《독도 수비대》- 홍순칠의 조부 역
- 1990년 MBC 《특종》
- 1990년 MBC 《조선왕조 오백년 - 대원군》 - 미우라 고로 역
- 1990년 MBC 《반민특위》 - 노덕술 역
- 1990년 MBC 《재미있는 세상》 - 서형일 역
- 1991년 MBC 《산너머 저쪽》
- 1993년 SBS 《열정시대》
- 1993년 MBC 《걸어서 하늘까지》
- 1993년 MBC 《제3공화국》 - 김도연 역
- 1993년 MBC 《일지매》 - 법열 스님 역
- 1993년 MBC 《파일럿》
- 1994년 MBC 《야망》 - 조정 대신 역
- 1994년 MBC 《서울의 달》 - 청과상 사장 역
- 1995년 MBC 《제4공화국》 - 대통령 비서실장 김정렴 역
- 1998년 MBC 《사랑》
- 1999년 MBC 《사랑해 당신을》
- 2000년 SBS 《불꽃》 - 강욱 부 역
- 2000년 ~ 2002년 KBS 1TV 《태조 왕건》 - 석총 역
- 2001년 KBS 2TV 《꽃밭에서》
- 2001년 MBC 《호텔리어》 - 대한일보 편집장 장인태 역
- 2001년 MBC 《길모퉁이》
- 2002년 KBS 2TV 《햇빛 사냥》
- 2002년 ~ 2003년 KBS 2TV 《장희빈》 - 김만중 역
- 2003년 KBS 2TV 《보디가드》 - 한태웅 역
- 2004년 KBS 2TV 《4월의 키스》 - 송영만 역
- 2005년 SBS 《봄날》 - 서달호 역
- 2005년 MBC 《제5공화국》 - 국무총리 신현확 역
- 2006년 KBS 2TV 《안녕하세요 하느님》 - 염 교장 역
- 2006년 ~ 2007년 MBC 《있을 때 잘해》 - 오병갑 역
- 2007년 ~ 2008년 MBC 《이산》 - 홍봉한 역
- 2010년 ~ 2011년 KBS 2TV 《프레지던트》 - 조태호 역
- 2011년 ~ 2012년 TV조선 《고봉실 아줌마 구하기》 - 이만득 역

#### 교양
- 2008년 KBS 1TV 《TV는 사랑을 싣고》
- 2019년 ~ 연합뉴스 TV 《UHD 다큐 풍경》 - 내레이션
- 2020년 KBS 2TV 《2TV 생생정보》
- 2020년 KBS 1TV 《아침마당》

### 영화
- 1985년 《어우동》 - 윤필상 역
- 1986년 《이장호의 외인구단》
- 1986년 《Y 스토리》
- 1988년 《성공시대》 - 아버지 역
- 1988년 《깜동》 - 깜동 부 역
- 1989년 《추억의 이름으로》 - 아버지 역
- 1989년 《서울 무지개》 - 박 데스크 역
- 1989년 《노란 집》
- 1989년 《여인파티》
- 1989년 《불의 나라》 - 권 이사 역
- 1989년 《아제 아제 바라아제》
- 1990년 《물의 나라》 - 허만철 역
- 1990년 《우묵배미의 사랑》 - 일도 부 역
- 1990년 《친구야! 친구야!》
- 1990년 《잿빛 사랑 노트》 - 고 사장 역
- 1991년 《불새의 춤》
- 1991년 《사의 찬미》 - 단장 역
- 1991년 《외길가게 하소서》
- 1992년 《섬강에서 하늘까지》 - 영애 부 역
- 1994년 《붉은 마피아》
- 1995년 《천재 선언》 - 어르신 역
- 1996년 《보스》
- 1996년 《박봉곤 가출 사건》 - 고 사장 역
- 1996년 《러브 스토리》 - 제작자 역
- 1997년 《베이비 세일》
- 1998년 《실락원》
- 2000년 《그림일기》 - 두호 부 역
- 2000년 《자카르타》 - 진 사장 역
- 2006년 《조폭 마누라 3》 - 달호 부 역
- 2008년 《순정만화》 - 세탁소부 역
- 2010년 《마마 앤드 파파》 - 구멍가게 주인 역
- 2014년 《제4 이노베이터》 - 불고기집 사장 역

### 더빙

#### 애니메이션
- 1970년 MBC 《자니 캐스트의 모험》
- 1977년 MBC 《요술천사 꽃분이》

### 광고
- 1989년 동국제약 인사돌
- 1991년 동양제과 오리온 초코파이
- 2019년 국립연명의료관리기관 연명의료결정제도

## 수상
- 자랑스런 경북인상
- 1974년 새국민 대상 문화상 남자 조연상
- 1996년 문화체육부 장관 표창